# (674118) 2015 KH162
(674118) 2015 KH162 is een groot transneptunisch object en waarschijnlijk een dwergplaneet die ronddraait in het buitenste deel van het zonnestelsel. Hij is ongeveer 700 kilometer in diameter.

## Ontdekking
2015 KH162 werd voor het eerst waargenomen op 18 mei 2015, in het sterrenbeeld Slang, door astronomen van de Mauna Kea Observatories met behulp van de Subaru-telescoop. De ontdekking werd op 23 februari 2016 bekendgemaakt door Scott Sheppard, David Tholen en C. Trujillo.
De kleine planeet stond toen op een afstand van 59,0 AE van de zon en had gezien de grote afstand een relatief heldere magnitude van 21,4.

## Baan
2015 KH162 draait eens in de 482,50 jaar rond de zon op een afstand van 41,0-82,0 AE. Zijn baan heeft een excentriciteit van 0,33 en een inclinatie van 29° ten opzichte van de ecliptica.